# Haiivske, Pervomaisk
Haiivske (în ucraineană Гаївське) este un sat în comuna Mîhia din raionul Pervomaisk, regiunea Mîkolaiiv, Ucraina.

## Demografie
Componența lingvistică a localității Haiivske
     Ucraineană (88,24%)
     Rusă (11,76%)
Conform recensământului din 2001, majoritatea populației localității Haiivske era vorbitoare de ucraineană (88,24%), existând în minoritate și vorbitori de rusă (11,76%).